# S/2009 S 1
S/2009 S 1 este un satelit minor încorporat în partea exterioară a inelului B al lui Saturn, care orbitează la 117,000 km (72,700 mi) de planetă. Satelitul a fost descoperit de echipa de imagistică Cassini în timpul echinocțiului Saturnian pe 26 iulie 2009, când nava spațială Cassini a fotografiat satelitul creând o umbră de 36 km (22 mi) pe Inelul B. Cu un diametru de 300 m (980 ft), este cel mai probabil un corp solid cu viață lungă, care l-ar face cel mai mic și cel mai interior satelit cunoscut al lui Saturn. 

## Descoperire
S/2009 S 1 a fost prima oară identificat de ecipa de imagistică Cassini condusă de Carolyn Porco⁠(d), 

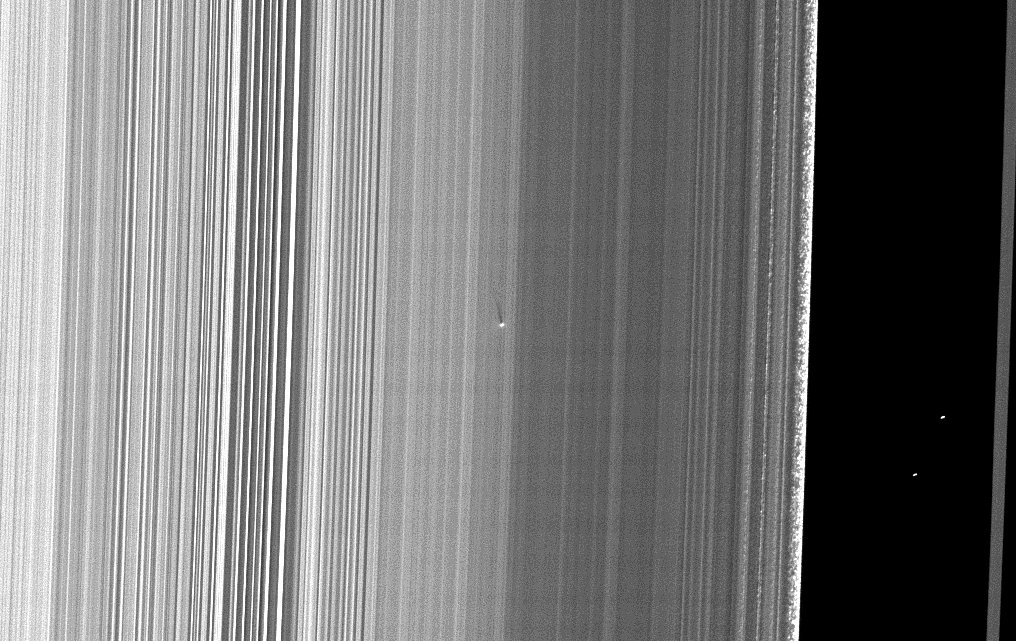
O perspectivă mai largă a imaginii de mai sus. S/2009 S 1 este în centru. Diviziunea Cassini este în dreapta.

într-o singură imagine făcută de sonda Cassini de la aproximativ 296.000 km de Saturn pe 26 iulie 2009 la 11:30 UTC. Satelitul minor a fost descoperit în timpul echinocțiului lui Saturn din 2009, când a creat o umbră de aproximativ 36 km pe inelul B al planetei.

## Caracteristici
Pe baza lățimii umbrei, echipa de imagistică Cassini a dedus un diametru de 300 m (980 ft) pentru S/2009 S 1. Prezența unei umbre sugerează că S/2009 S 1 este cel  mai probabil un corp solid suficient de mare pentru a fi existat de la formarea inelului B. Acest satelit este unul dintre cei mai mici sateliți ai lui Saturn care a fost fotografiat direct. 
S/2009 S 1 se află la aproximativ 650 km (400 mi) în interior de la marginea inelului B, ceea ce corespunde unei distanțe radiale de 116.914 ± 17 km de la centrul lui Saturn. Satelitul minor iese cu 150 m deasupra planului inelului B, care are o grosime verticală de 5 m pentru comparație.
Deși este încorporat în inelul B, S/2009 S 1 nu pare să producă caracteristici extinse de perturbare în formă de elice, spre deosebire de sateliții minori elice din inelul A al lui Saturn. Acest lucru se poate datora faptului că inelul B este foarte dens la locația satelitului, ceea ce ar împiedica formarea de goluri vizibile de elice în jurul satelutului. 